# Aranesp
Darbepoëtine alfa is een medicijn tegen bloedarmoede voor nier- en kankerpatiënten. Het is ontwikkeld door biotechbedrijf Amgen. Het stimuleert de aanmaak van rode bloedcellen in het beenmerg op dezelfde manier als het nauw verwante epo. Het is echter effectiever dan epo, omdat het langer in het lichaam blijft. Na een injectie Aranesp duurt het 30 tot 50 uur voordat de concentratie van de actieve stof in het bloed maximaal is. Daardoor kunnen patiënten volstaan met 1, 2 of 3 injecties per week. Darbepoetine wordt door Amgen verkocht onder de merknaam Aranesp.

## Toediening als therapie
De medische doseringen van Aranesp is 0,45 microgram per kilogram lichaamsgewicht. Net als epo werkt het alleen als er ijzersupplementen en vitamines worden bijgeslikt, anders krijgt het lichaam onvoldoende voedingsstoffen binnen om de extra bloedcellen te voorzien van hemoglobine.

## Boete wegensniet-geregistreerd gebruik
De firma Amgen kreeg een boete van 760 miljoen dollar in 2012 voor off-label promoten van haar medicijn Aranesp bij bloedarmoede.

## Doping
Aranesp wordt net als epo vaak gebruikt als sportdoping. In het wielerpeloton staat Aranesp bekend als super-epo. Toen Johan Museeuw zijn dopinggebruik aan het licht kwam, werden de termen "wesp" (codewoord voor Aranesp) en "wespennest" (codewoord voor een kuur met Aranesp) wereldberoemd. Op 11 mei 2002, tijdens de Ronde van Italië, werden twee renners betrapt op het gebruik van Aranesp: Faat Zakirov (Rusland) en Roberto Sgambelluri (Italië).